# Паралија Корину
Паралија Корину (грч. Παραλία Κορινού) је приморско насељено место у општини Катерини у периферији Средишња Македонија, Грчка. Према попису из 2021. године било је 38 становника.
Насеље је подигнуто осамдесетих година 20. века и први пут се помиње на попису из 1991. године са 31 становником.